# Waynesboro (Tennessee)
Waynesboro é uma cidade localizada no estado norte-americano de Tennessee, no Condado de Wayne.

## Demografia
Segundo o censo norte-americano de 2000, a sua população era de 2228 habitantes.
Em 2006, foi estimada uma população de 2152, um decréscimo de 76 (-3.4%).

## Geografia
De acordo com o United States Census Bureau tem uma área de
6,4 km², dos quais 6,4 km² cobertos por terra e 0,0 km² cobertos por água. Waynesboro localiza-se a aproximadamente 276 m acima do nível do mar.

## Localidades na vizinhança
O diagrama seguinte representa as localidades num raio de 36 km ao redor de Waynesboro.